# Kirchberg am Wagram
Kirchberg am Wagram è un comune austriaco di 3 605 abitanti nel distretto di Tulln, in Bassa Austria; ha lo status di comune mercato (Marktgemeinde). Il 2 gennaio 1972 ha inglobato il comune soppresso di Altenwörth.